# Sámuel Jósika

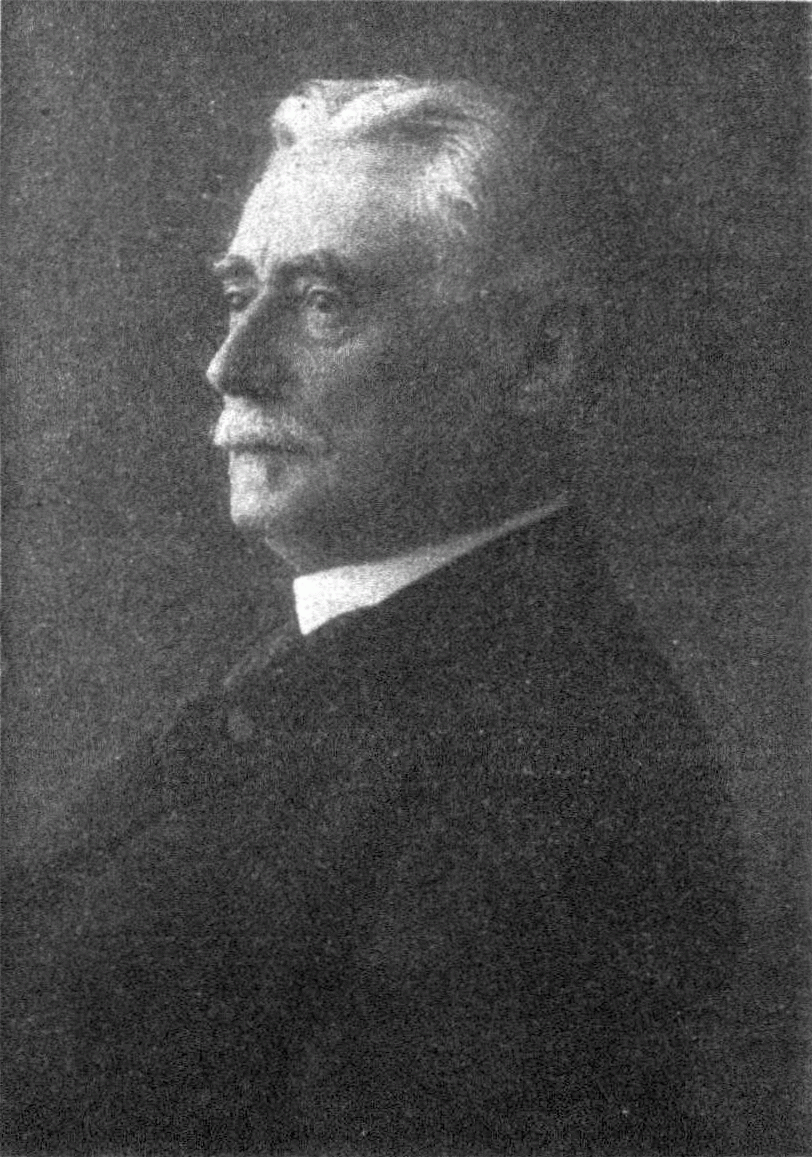
Sámuel Jósika, um 1912

Sámuel Baron Jósika von Branyicska (* 23. August 1848 in Salzburg; † 4. Juni 1923 in Cluj) war ein ungarischer Politiker, Minister am Allerhöchsten Hoflager und Präsident des Magnatenhauses.

## Leben
Sámuel Jósika entstammte einem alten siebenbürgischen Adelsgeschlecht, das sich bis ins 16. Jahrhundert zurückverfolgen lässt. Er wurde als Sohn des Obergespans Lajos Jósika und Adél Bethlen in Salzburg geboren. Jósika besuchte die Schulen in Nagyszeben, Paris und in England. Nach dem Jurastudium in Pozsony und Kolozsvár arbeitete er bei der Komitatsverwaltung. 1872 wurde er Obernotar der Komitate Hunyad und Kolozs, wobei er letzteres nur wenige Monate ausübte. 1879 wurde er Obergespan des Komitats Kolozs und zehn Jahre später Mitglied des Magnatenhauses auf Lebenszeit. Von 1895 bis 1898 war er im Kabinett von Dezső Bánffy Minister am Allerhöchsten Hoflager. 1910 wurde er Vizepräsident und war von 1912 bis 1917 Präsident des Magnatenhauses. 1916 wurde er von König Karl IV. zum Ritter des Ordens vom Goldenen Vlies ernannt. 1919 zog er sich auf sein Gut in Siebenbürgen zurück, das seit dem Vertrag von Trianon zu Rumänien gehörte. Bis zu seinem Tod 1923 war er Vorsitzender der Partei der Ungarn in Rumänien.